# 謝持

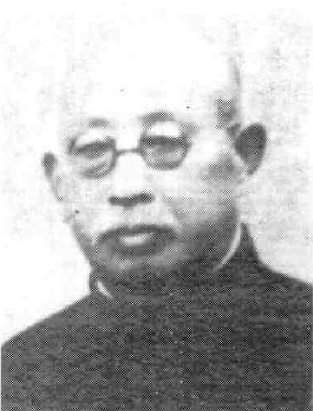

謝持（1876年—1939年4月16日），四川富順人。幼名桂林，後改振新、振心，字銘三（一字慧生），後改愚守。中國國民黨黨員，西山會議派主要成員之一。

## 生平
謝持生於富顺城郊东湖乡，7歲入私塾讀書，1899年入匯陽書院、同年補獲博士弟子員。次年因揭發地方官腐敗被傳訊，逃往宜賓。1902年入瀘州經緯學院，此後謝持在四川本地從事教育工作，期間結識吳玉章、曹篤等。1907年3月加入同盟會，任富順分部長。7月赴成都任商務總局文案，因籌畫起事洩露被通緝，逃往上海。後短暫在陝西經營牧地後以母喪回富順。1911年初赴重慶巴縣女子師範學校任教。
辛亥革命爆發後重慶獨立，謝持任軍政蜀軍都督府總務處處長。1912年川、蜀都督府合併，謝持改任合併後的總務處副處長，後又任民政參贊。1913年當選參議院議員。不久宋教仁遇刺，袁世凱涉嫌被曝光。謝持和黃復生赴北京謀劃炸死袁世凱，事泄被捕。出獄後赴日本參加中華革命黨，任總務部副部長。袁世凱死後國會恢復，謝持仍任參議員。1917年隨孫中山南下任大元帥府參議，代理軍政府秘書長，兼護法國會參議員。次年任軍政府司法部次長代理部長。1919年國民黨重新成立後任黨務部部長，次年又任軍政府內政部次長代理部長。1921年孫中山任非常大總統，謝持仍任參議，不久為軍政府秘書長。1922年第二次恢復國會，謝持又重任議員。

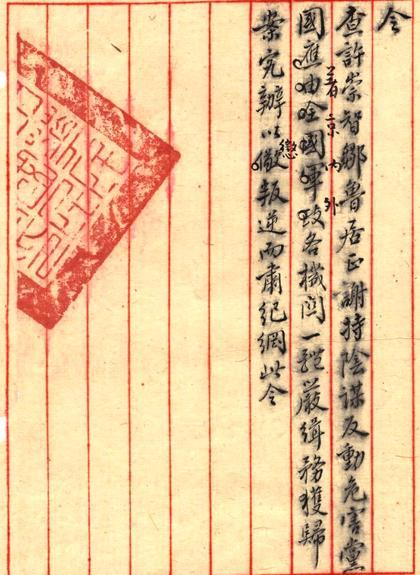
許崇智鄒魯謝持等通緝令

1924年國民黨一大上謝持當選中央監察委員。2月任大本營參議。次年任廣州國民政府中央監察院監察委員。此時他開始對孫中山的聯俄容共政策表示不滿。一大後不久他就和鄒魯、鄧澤如提出《彈劾共產黨案》。11月，謝持和鄒魯等在北京西山以為孫中山誦佛為名聚集開會，是為西山會議，會上多反對聯俄容共者。謝持因此被廣州黨部開除黨籍。次年西山會議派自行召開國民黨第二次全國代表大會，謝持當選中央執行委員。
1927年寧漢合流以後，謝持恢復黨籍，任新桂系主導之特別委員會常務委員兼國民政府委員。北伐勝利後任四川省政府委員兼財政廳廳長。中原大戰時閻錫山、馮玉祥、新桂系、汪精衛和西山會議派聯合反蔣，謝持赴北平參加國民黨中央黨部擴大會議，獲選為常委。又任北平國民政府委員。但不久局勢轉為對北平政府不利，張學良率東北軍入關。謝持躲避於天津租界。
九一八事件爆發後謝持出面調停當時的寧粵分裂。不久病重幾致半身不遂。國民黨四大、五大謝持仍當選中央監察委員，並連任國府委員。抗日戰爭爆發後避居成都。
1939年在成都病逝。獲國葬待遇，由黃季陸代表孔院長主持國葬並扶靈入墓，林森亦派四川省主席王纘緒出席，葬於成都外东岷江林场建墓园。鄒魯為之寫墓表。謝持家鄉自贡市中心公园改名慧生公园（今彩灯公园）以纪念。